# Université Sétif 1
L’Université Sétif 1 Ferhat Abbas est une université publique située à Sétif, au nord de l'Algérie.
Elle contient cinq facultés et deux instituts répartis sur quatre campus qui offrent plus de 135 programmes (45 offres de formation Licence, 82 offres de formation Master et plusieurs formations doctorales) à environ 35000 étudiants du Système LMD.
En 2022 l'université a été classé au 15e rang dans le classement national des universités fait par le Ministère de l'Enseignement Supérieur et de la Recherche Scientifique en Algerie.
Elle est classée par le U.S. News & World Report au 78e rang du classement régional 2016 des universités arabes. Elle est également la troisième université en Algérie selon le classement de l'URAP "University Ranking by Academic Performance " 2015-2016.
En 2022, l'université a été classé dans la tranche 401-500 des meilleurs universités à travers le monde par Times Higher Education. Il s'agit de la seule université dans la région Maghreb à être dans le top 500,.
Université spécialisée dans les sciences et les technologies, l'UFAS1 est aussi composé de 39 laboratoires, d'une unité de recherche, de
structures d'appui et d'accompagnements ainsi que d'une ferme expérimentale.

## Historique
Le Centre Universitaire de Sétif a été créé conformément au décret exécutif n°133-78 du 9 avril 1978 pour accueillir 242 étudiants repartis sur trois Instituts (Sciences Economiques, Sciences Exactes et Technologie, et Langues Etrangères).
En 1984, le Centre Universitaire verra la naissance de plusieurs Instituts Nationaux d’Enseignement Supérieur, institutions jouissant d’une autonomie administrative et financière conformément aux décrets 243 -248/84.
En 1989, les Instituts Nationaux d’Enseignement Supérieur (INES) ont été regroupés pour voir l’institution universitaire s’attribuer désormais le statut d’Université conformément au décret exécutif n°89-140 du 1er août 1989.
Depuis le 17 octobre 1992, l’Université porte avec fierté le nom du défunt Ferhat Abbas, emblème du mouvement national et président du Gouvernement provisoire de la République algérienne (GPRA).
Au cours de l’année universitaire 1999/2000 et à la suite de la réorganisation des établissements d'enseignement supérieur, l’Université Ferhat Abbas a été structurée en facultés.
Depuis le 28 novembre 2011, l’UFAS est scindée en deux universités:
- Université de Sétif 1 (Ferhat Abbas) dédiée aux sciences et technologies ;
- Université de Sétif 2 (Mohamed Lamine DEBAGHINE) pour les sciences humaines, sociales, juridiques et les langues.

## Campus de l'UFAS1
Initialement, le Centre Universitaire de Sétif a vu le jour sur le site de Maabouda.
À la suite de la croissance exponentielle du nombre d’étudiants, d’autres sites (transformation d’anciennes infrastructures d’autres secteurs) ont été greffés.
Depuis le début de ce siècle, notre université a bénéficié d’importantes nouvelles infrastructures situées à El Bez.
Actuellement, les différentes activités pédagogiques sont assurées au niveau de 4 campus, tous situés à l’Ouest de la ville de Sétif: 
- Campus central El Bez ;
- Campus de Technologie (Maabouda) ;
- Campus Said Boukhrissa (Mabouda, Ex. Travaux Publics) ;
- Campus Mohamed Seddik Benyahia (Ex CFA, El-Djenane) ;

## Facultés et Instituts
L'Université de Sétif 1 – Ferhat Abbas est subdivisée en 5 Facultés et 2 Instituts. Chacune de ces deux entités est composée de départements.
L’UFAS1 compte une trentaine de départements.  
- Faculté de Médecine
- Faculté de Technologie
- Faculté des Sciences
- Faculté des Sciences Economiques, Commerciales et des Sciences de Gestion
- Faculté des Sciences de la Nature et de la Vie
- Institut d’Architecture et des Sciences de la Terre
- Institut d’Optique et de Mécanique de Précision Mécanique de Précision

## Formation
Pour l’année universitaire 2015-2016, 31184 étudiants sont inscrits en graduation alors que les étudiants suivant les formations de 3ème cycle dépassent le nombre de 2000 inscrits.
Ces effectifs sont encadrés par quelque 1414 enseignants, dont 1/4 de rang magistral.
L’université Ferhat Abbas Sétif1 assure 45 formations de Licence, 82 formations de Masters et plusieurs formations doctorales, en plus des sciences médicales (médecine, pharmacie et chirurgie dentaire).
Les spécialités LMD couvrent six domaines tels que : les sciences fondamentales, sciences de la nature et de la vie, technologie, STU et sciences économiques, commerciales et sciences de gestion.
Plus de 5000 diplômes sont délivrés annuellement, alors que les soutenances de doctorat se chiffrent par dizaines.

## Recherche
Dans le domaine de la recherche, l’UFAS1 abrite une quarantaine de laboratoires et une unité de recherche. L’essentiel de leurs activités s’articule autour des sciences fondamentales et de la technologie (sciences des matériaux, électronique, ….).
Les entités de recherche sont rassemblées en 3 "clusters":
- 20 locaux (campus d’El Bez) abritent les laboratoires des sciences de la nature et de la vie, de la santé et de la biotechnologie.
- 20 locaux (campus El Bez) sont destinés pour les laboratoires activant dans les sciences fondamentales.
- 20 locaux (campus de Maabouda) sont réservés aux laboratoires de l’ingénierie.
- 10 locaux (Campus Maabouda) abritent l'unité de recherche sur les matériaux émergents.

Les trois quarts des entités de recherche de l’établissement sont à caractère appliqué.

## Laboratoires et Unités de Recherche
L’évolution de la recherche scientifique au sein de l’université de Sétif 1 est en progression permanente, elle compte actuellement 39 Laboratoires de Recherche et une Unité de recherche agréés par le Ministère de L’Enseignement Supérieur et de la Recherche Scientifique.

### Classement par Faculté/Institut:

#### Faculté de Technologie
- Automatique et informatique industrielle
- Electrochimie des matériaux moléculaires et complexes
- Croissance et caractérisation de nouveaux semi-conductrices
- Elaboration de nouveaux matériaux et leurs caractérisations
- Electrochimie et Matériaux
- Electrochimie d'Ingénierie Moléculaire et Catalyse Redox
- Electronique de puissance et de commande industrielle
- Energétique et d'électrochimie du solide
- Génie des procédés chimiques
- Instrumentation Scientifique
- Qualité de l'énergie dans les réseaux électriques
- Systèmes intelligents
- Physico-chimie des hautes - polymères
- Préparation, modification et application des matériaux polymériques multiphasiques

#### Faculté des Sciences
- Élaboration de nouveaux matériaux et leurs caractérisations
- Dosage analyse et caractérisation en haute résolution
- Chimie, Ingénierie des Matériaux et Nano structures
- Mathématiques Appliquées
- Optoélectronique et composants
- Mathématiques fondamentales et numériques
- Etude des surfaces et interfaces des matériaux solides
- Physique quantique et systèmes dynamiques
- Réseaux & des Systèmes Distribués

#### Faculté des Sciences de la Nature et de la Vie
- Phytothérapie appliquée aux maladies chroniques
- Amélioration et développement de la production végétale et animale
- Valorisation des ressources biologiques naturelles
- Biochimie appliquée : inflammation activité pharmaco biologique des substances naturelles
- Microbiologie Appliquée

#### Faculté des Sciences Economiques, Commerciales et des Sciences de Gestion
- Évaluation des marchés de capitaux algériens dans la perspective de leur développement
- Partenariat et Investissement dans la Petit et Moyenne Entreprises dans l’Espace Euro-maghrébin

#### Faculté de Médecine
- Santé et environnement dans hauts plateaux sétifiens
- Laboratoire des maladies cardiovasculaires d'origine génétique et nutritionnelle

#### Institut d’Optique et Mécanique de Précision
- Matériaux non métalliques
- Mécanique de précision appliquée
- Optique Appliquée
- Physique et Mécanique des matériaux métalliques
- Systèmes photoniques et optique non linéaire

#### Institut d’Architecture et Sciences de la Terre
- Architecture méditerranéenne
- Habitat et environnement
- Projet urbain, ville et territoire

L’UFAS1 compte également une Unité de Recherche sur les Matériaux Émergents.  

## Production Scientifique
La production scientifique de l’université de Sétif, en constante évolution, permet à l’Université de Sétif 1 d’occuper une place dans le peloton de tête des universités nationales.
Nous notons qu’en plus des publications en sciences fondamentales, essentiellement en physique, la production scientifique en sciences appliquées est importante.
Ces performances méritent d’avoir un prolongement dans l’environnement économique de la région. La recherche scientifique est au cœur de l’innovation, sans cette dernière, l’université restera en marge de son environnement.

## Coopération Internationale
Soucieuse de développer des relations internationales dans le cadre des échanges en matière de formation et de recherche, l’Université de Sétif 1 – Ferhat Abbas s’est inscrite dans cette optique d’ouverture internationale.
Dans le cadre de la coopération, certaines formations sont mutualisées. La formation master, option : ingénierie des matériaux (en collaboration avec l’université de Strasbourg), est un exemple.
Notre université assure la formation de 267 étudiants étrangers (pays arabes et africains), inscrits pour l’année 2009-2010.
Dans le cadre de la formation doctorale, un grand nombre d’encadrement de thèses en cotutelle (26 thèses) sont en cours ou ont déjà été soutenues.
De plus, l’Université de Sétif 1 – Ferhat Abbas a conclu des accords et des conventions de coopération avec des universités étrangères arabes, européennes et asiatiques (Riga Technical University – Lettonie, Université Islamique Internationale de Malaisie, Université de Haute Alsace de Mulhouse, Ecole Nationale Supérieure de Chimie de Clermont-Ferrand, Université de Séville – Espagne, Université Mohamed V Souissi, Maroc  … etc.)  
Dans le même contexte, d’autres conventions ont été conclues avec d’autres universités et laboratoires pour la cotutelle des thèses et les projets de recherche (Université de Toulon – France, Université Claude Bernard - Lyon1, Université de Montpellier 1 – France, Université de Séville – Espagne …etc.)  

## Partenariat national
A l’échelle nationale, il existe plusieurs conventions avec des universités du pays.
La collaboration avec les universités nationales s’effectue à travers :
- Mise en place d’écoles doctorales.
- Echange d’enseignants.
- Encadrement des post-gradués.
- Jurys de soutenances.

Avec le secteur socio-économique
Pour jouer pleinement son rôle qui ne se limite pas à diffuser du savoir académique mais aussi de produire des compétences et du savoir-faire et pour être un acteur dans le développement socio-économique de la région et dans une optique d’ouverture à son environnement socio-économique, l’UFAS1 a conclu un certain nombre de conventions avec les partenaires socio-économiques (Algérie Télecom, le groupe SAFCER, Chambre de commerce, BCR, …etc.). 

## Manifestations Scientifiques
Considérant leur importance dans le renforcement du rôle de l’Université comme un pôle d’enseignement des sciences et de la technologie dans la région, les manifestations scientifiques occupent une place primordiale dans les actions scientifiques et pédagogiques de l’UFAS1 qui, de par son caractère, organise ou co-organise des conférences, des colloques et des séminaires nationaux et internationaux en sus des journées d’études, d’information et de sensibilisation.  
Chaque année, des conférences et des événements d’envergure sont organisés et animés aussi bien par d’imminents enseignants venus des différentes universités du pays et des universités étrangères que par les partenaires socio-économiques.
Ces manifestations scientifiques s’inscrivent également dans le cadre des conventions et des accords de coopération conclus avec des partenaires aux niveaux national et international.
A cet effet, l’UFAS1 a créé une Plateforme de Conférences pour ses conférences nationales et internationales contenant toutes les informations utiles et nécessaires ainsi qu’une autre Plateforme Vidéos permettant de diffuser les enregistrements vidéo des différentes manifestations organisées.

## Structures d'Appui et d'Accompagnement
Dans une optique d’amélioration constante de la qualité de formation et de l’employabilité de ses étudiants et avec un engagement ferme à se positionner comme un pôle d’excellence ouvert sur son environnement socio-économique, des structures d’appui et d’accompagnement ont émergé des nombreuses et riches réflexions qui ont réuni de nombreux enseignants-chercheurs venant des divers domaines pédagogiques et scientifiques de l’UFAS1. Ces structures sont au nombre de 05 :

### 1. Le Bureau de Liaison Entreprise-Université
Le Bureau de Liaison Entreprise/Université (BLEU) de l’UFAS1 a été installé au début du mois de septembre 2015.
Depuis, le BLEU, première structure d’accompagnement des étudiants en entreprise, a vu son environnement interne s’élargir avec la mise en place d’autres structures d’accompagnement des étudiants de fins de cycles.
L’objectif du BLEU est, en identifiant toutes les formes possibles de coopération, d’inciter les pédagogues et les étudiants à aller vers le monde socio-économique, à se rencontrer, à mieux travailler ensemble pour améliorer les compétences des apprenants et par suite augmenter leurs chances d’employabilité.
Le Bureau de Liaison Entreprise/Université (BLEU) contribue à consolider l’ouverture et les liens entre l’Université Ferhat ABBAS Sétif1 et son environnement socio-économique notamment à travers le placement des étudiants de licence et de master en stage dans les entreprises.
Il remplit à la fois une fonction d’impulsion, de conseil et d’appui aux équipes pédagogiques de l’Université Ferhat ABBAS Sétif1 comme à leurs partenaires industriels et sociaux.

### 2. La Maison de l’Entrepreneuriat
La Maison de l'Entrepreneuriat de l’UFAS1 est une structure installée à l’université Ferhat Abbes Sétif 1 depuis le 5 avril 2016 dans le cadre d’une convention avec l’Agence Nationale de Soutien à l’Emploi des Jeunes ANSEJ.
Une structure conviviale, où l’ambiance est agréable et propice à l’échange d’idées et au développement de l’esprit d’initiative, la Maison de l’Entrepreneuriat est l’outil fondamental sur lequel s’appuie l’université en partenariat avec l’ANSEJ pour sensibiliser les étudiants et les initier à l’acte d’entreprendre ,ainsi la promotion de l’esprit d’entreprendre pour susciter l’intérêt des étudiants à la création d’entreprise, notamment dans le secteur des technologies de l’information et de la communication.

### 3. Le Centre d’Appui à la Technologie et à l’Innovation
Le 14 avril 2016, le Pr Abdelmadjid DJENANE, Recteur de l’Université Ferhat ABBAS Sétif 1, a officiellement mis en place et installé le CATI (Centre d’appui à la technologie et à l’Innovation) de l’UFAS1.
Notre pays est engagé et prend toutes les mesures nécessaires dans la transformation de son économie, pour en faire une économie efficace, fondée sur le savoir, l'innovation, le transfert et la maîtrise de la technologie.
L’Université Ferhat ABBAS Sétif 1 au niveau régional et national, doit naturellement assumer son rôle de locomotive dans ce processus d’innovation, de transfert de technologie et de développement économique.
Depuis la création du centre, l’équipe s’est élargie avec de nouveaux animateurs, enseignants chercheurs, doctorants appartenant aux différents instituts et facultés de l’UFAS1. Tous motivés et ayant un attrait pour l’innovation et le transfert technologique.
Le CATI, avec d’autres structures de l’institution, devra animer des ateliers et sensibiliser les chercheurs à l’innovation et la valorisation de leurs travaux par le dépôt de brevets et la création d’entreprise (ex START-UP, SPIN OFF..).
Il accompagnera les candidats porteurs de projets innovants et assurera leurs formations.

### 4. Le Hall de Technologie
Le Hall de Technologie fait partie intégrante des services communs de la recherche de l’université.
Le Hall de Technologie est chargé de :
- Assurer l’appui technique aux facultés et/ou instituts dans l’organisation et le déroulement des travaux dirigés et des travaux pratiques en sciences technologiques.
- La gestion et la maintenance des équipements nécessaires au déroulement des travaux pratiques et dirigés.

### 5. Le FABLAB
Le FabLab (acronyme de l’anglais Fabrication Laboratory) est un espace où chaque individu pourra mettre en exergue ses idées.
Le FabLab englobe les différentes étapes qui composent la réalisation d’un projet de la conception à la fabrication du produit fini, dans un environnement numérique.
Le FabLab de l’UFAS1  se verra constitué de 03 espaces (ateliers) numériques interconnectés. Chaque espace portera sur l’une des spécialités technologiques de l’université Ferhat Abbas SETIF 1.
Dans ce FabLab, l’étudiant pénétrera dans un environnement numérique dans lequel il apprendra la méthodologie de conception, la démarche de formulation de son idée et de développement d’un produit technique pour satisfaire un besoin social. 
D’autres centres, cellules et commissions n’épargnent aucun effort et travaillent d'arrache-pied à jouer pleinement leur rôle comme structures d’enseignement, d’évaluation et de suivi (Cellule Assurance Qualité, Cellule d'accompagnement Pédagogique, Commission d’Ethique et de Déontologie … etc.) 